# Franse legeruniformen tijdens de napoleontische periode
Dit artikel beschrijft de uniformen van het Franse leger tijdens de napoleontische periode.

## Voor de napoleontische periode

### Oorspronkelijke uniformen
De uniformkleding voor het Franse leger stamt uit 1670. Toen werd de kleding van buitenlandse regimenten in het Franse leger gereguleerd. Tot die tijd bestonden de legers van Europa voornamelijk uit huurlingen. Hierdoor was er geen sprake van uniforme eenheid wat betreft militaire klederdracht.
Rond 1690 kwamen er regels betreffende de uniformen van de Franse regimenten. Aan de hand van de onderkleren en de uitmonstering werd er onderscheid gemaakt tussen de regimenten. Men maakte overigens nog geen gebruik van epauletten. Deze voerde het Franse leger in 1759 bij de officieren in om de rangen te verduidelijken. Daarbij liep het Franse leger voorop in Europa.
Vanaf 1715 werd wit de hoofdkleur voor de legerrok van de Franse eenheden, buitenlanders in Franse dienst hadden een rode of blauwe legerrok.

### Franse Revolutie
Tijdens de Franse Revolutie werden de koninklijke helmtekens en titels snel afgeschaft. Ook de uniformen uit het ancien régime werden vervangen. Het vervangen van de royalistische uniformen ging overigens schoksgewijs. Hoogstwaarschijnlijk vochten de Fransen regimenten na de revolutie een aantal jaar in hun oude royalistische uniformen. De donkerblauwe rokken, de witte rok was de traditionele kleur, kwamen vanaf 1795 op toen er geen oude uniformen meer beschikbaar waren. Op 25 april werden de witte rokken voor de infanterie heringevoerd. Uiteindelijk kregen slechts 11 regimenten de nieuwe kleding.

## Napoleontische periode
De flamboyante uniformen tijdens de napoleontische periode weerspiegelde een maatschappij die was geobsedeerd door uiterlijk. De uniformen waren niet praktisch. Zo moesten de koperen knopen en hoedplaten gepoetst worden, evenals de witte kledingstukken. De bescherming tegen weer en wind was slecht en het gewicht van een hoofdstukken was zwaar en onhandig.
Toch hadden de uniformen wel degelijk een praktisch nut. Door de uitmonstering kon een boodschapper op het hectische slagveld de juiste persoon vinden. Tijdens de gevechten konden soldaten elkaar onderscheiden van de vijand. Dat was van belang door de mist van rook die ontstond na het vuren op de tegenstander.

### Uniform van de Keizerlijke Garde

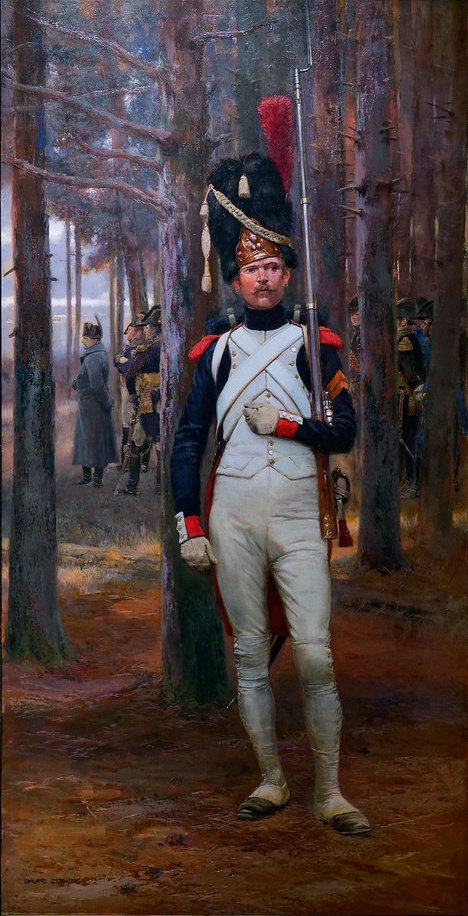
Uniform van de Keizerlijke Garde

Op de afbeelding hiernaast is een soldaat van de Oude Keizerlijke Garde afgebeeld. De Keizerlijke Garde werd in 1804 opgericht nadat Napoleon tot keizer werd gekroond en was een elite onderdeel van Napoleons leger. Wat meteen in het oog springt is de grote berenmuts. De grenadiers van de Keizerlijke Linie hadden ook berenmutsen maar deze waren korter. De Keizerlijke Garde ontbrak het zeker niet aan goed materiaal.
De afbeelding is overigens een typerende afbeelding omdat op de achtergrond Napoleon en zijn generaals zijn afgebeeld. Napoleon ziet er zeer gewoontjes uit vergeleken met zijn generaals. Dit contrast tussen zijn generaals en de Keizer typeert hoe Napoleon zichzelf wilde doen voorkomen: als een keizer die dicht bij zijn soldaten staat.

### Uniform van de Keizerlijke Linie

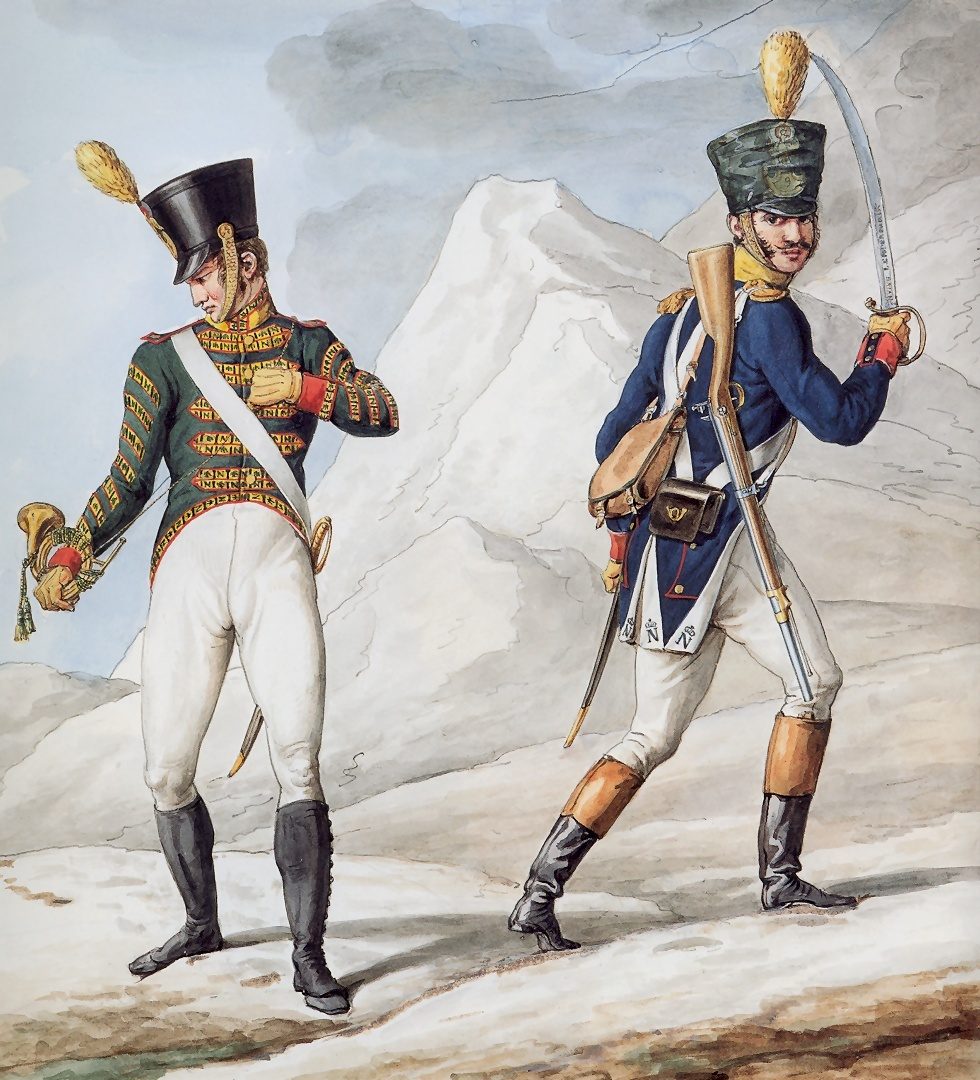
De man in het groene uniform is een voltigeur.

Op de afbeelding links is een voltigeur afgebeeld. Een voltigeur is een beweeglijke infanterist en onderdeel van de Keizerlijke Linie.

### Keizerlijke Artillerie

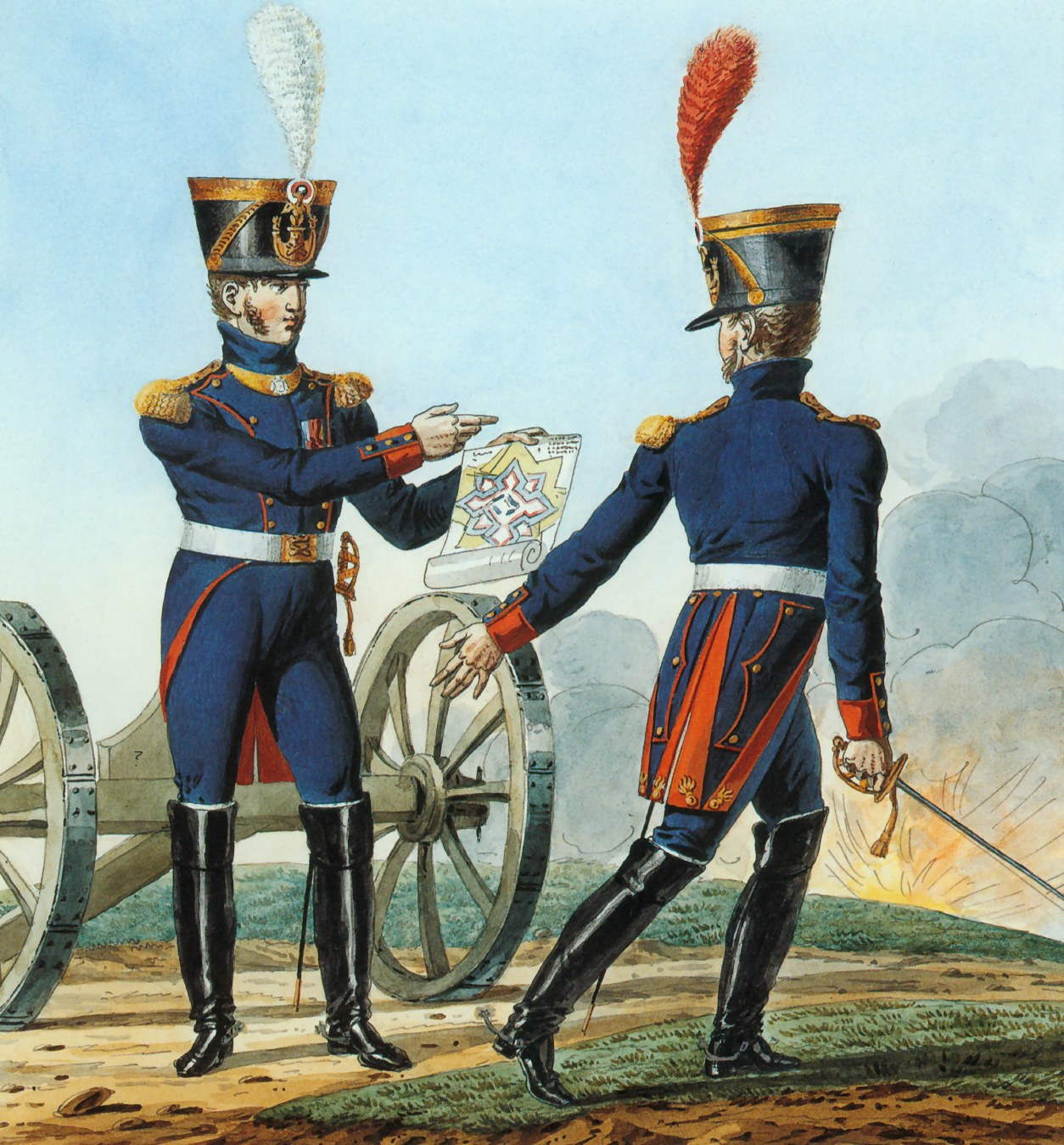
Kolonel en Chef de Bataillons

De Keizerlijke Artillerie droeg de traditionele donkerblauwe rok met rode uitmonstering en koperen knopen. Opvallend is de rode pluim op de hoed.

### Uniformen tijdens de expeditie naar Egypte

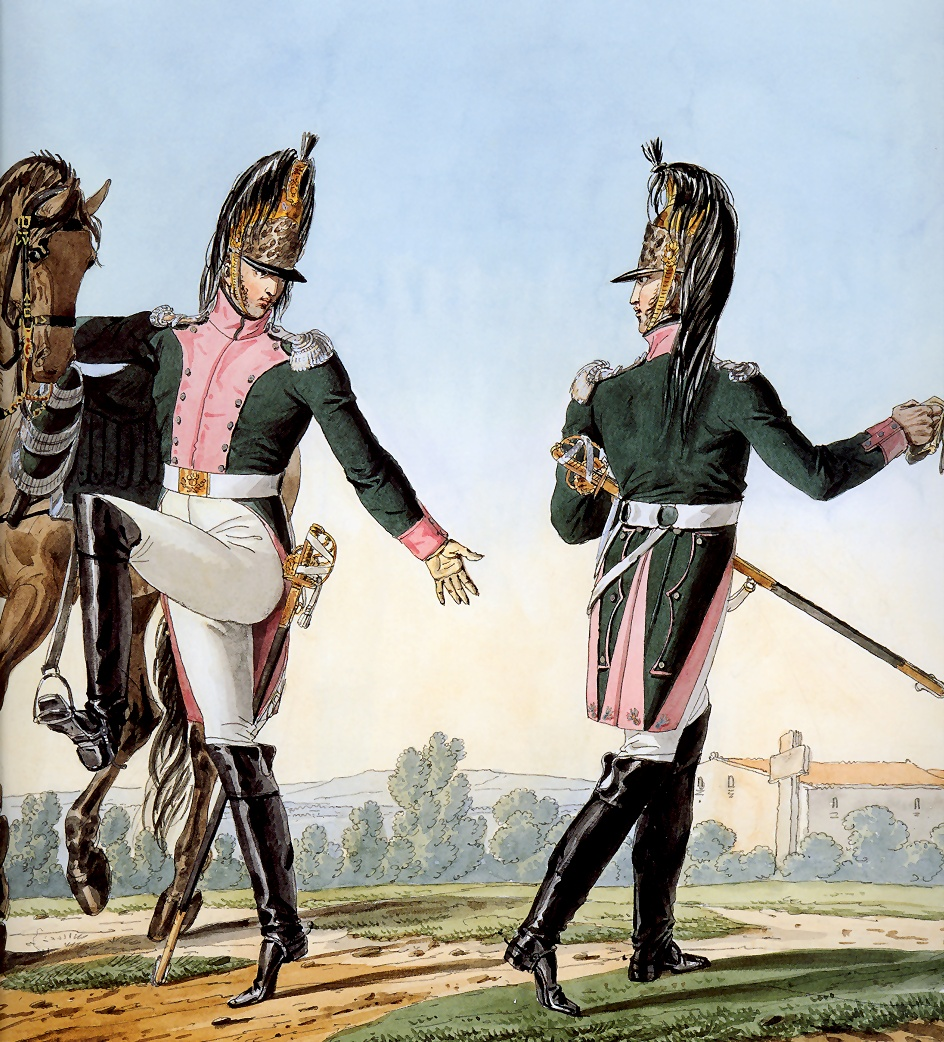
Uniform van Keizerlijke Dragonder

Napoleon ging in 1798 naar Egypte (zie Expeditie van Napoleon naar Egypte). Daar vochten de Fransen tegen de islamitische mammelukken. Na de verwoesting van de Franse vloot door de Britten was er geen communicatie meer mogelijk tussen Frankrijk en Egypte. De bevoorrading van wapens en materieel bleef daardoor ook achterwege.
De kwaliteit van de uniformen van de Fransen ging hierdoor snel achteruit. Omdat nieuw materieel achterwege bleef, werden er in Egypte, waar veel katoen aanwezig was, nieuwe uniformen gemaakt. De regimenten stapten in Egypte over op andere kleuren zoals groen, rood en bruin. Het traditionele blauw was moeilijk te krijgen in Egypte.
Deze veranderingen golden overigens alleen voor de infanterie. De artillerie en cavalerie behield zijn regimentskleding.